# Brooke Harmon
Brooke Harman est une actrice américano-australienne née le 18 août 1985 à Orange (Californie).
À l'âge de 21 ans, elle a tourné la série télévisée The Secret Life of Us.
Elle a également tourné dans la série télévisée Mission pirates (Pirate Islands) qui a été diffusée sur Jetix. Elle a tenu un des rôles principaux du thriller Australien "Crush" sorti en 2009. Elle a tourné dans la série "Dance Academy" dans la 2e et 3e saison. Elle est ensuite apparue dans la série Spartacus : Le Sang des gladiateurs dans le rôle de Licinia, la cousine de Marcus Crassus.